# 132-я танковая бригада
132-я танковая бригада — танковая бригада Красной армии в годы Великой Отечественной войны.
Сокращённое наименование — 132 тбр.

## Формирование и организация
В ночь на 31 августа 1941 г. на основании приказа № 0068 штаба Южного фронта от 27 августа действовавшая в районе города Запорожье 11-я танковая дивизия 12-й армии была главными силами отведена в тыл в район хуторов Георгиевский (ныне с. Георгиевское) и Вишневый (ныне с. Вишняки), где начиная с 31 августа была переформирована в 132-ю танковую бригаду .
В октябре 1941 г. бригада переброшена в района Колебяки в район Ровеньки и вошла в состав войск 18-й армии Южного фронта.
30 октября 1941 г. 132-я тбр в районе г. Ровеньки выведена в резерв 37-й армии.
17 ноября 1941 г. бригада в составе 37-й армии вела боевые действия в районе Нагольная, Тарасовка и стремительными действиями вышла к Азовскому морю, чем способствовала овладению Ростовым.
Приказом НКО № 20 от 24 января 1942 г. преобразована в 4-ю гвардейскую танковую бригаду.

## Боевой и численный состав
Бригада формировалась по штатам №№ 010/75 - 010/83 от 23.08.1941 г.::
- Управление бригады [штат № 010/75]
- Рота управления [штат № 010/76]
- Разведывательная рота [штат № 010/77]
- 132-й танковый полк [штат № 010/78] - три батальона
- Моторизованный стрелково-пулеметный батальон [штат № 010/79]
- Зенитный дивизион [штат № 010/80]
- Ремонтно-восстановительная рота [штат № 010/81]
- Автотранспортная рота [штат № 010/82]
- Медико-санитарный взвод [штат № 010/83]

## Подчинение
Периоды вхождения в состав Действующей армии:
- с 27.08.1941 по 24.01.1942 года

| Дата            | Фронт (округ)      | Армия      | Корпус | Дивизия | Бригада | Примечания |
| --------------- | ------------------ | ---------- | ------ | ------- | ------- | ---------- |
| 01.09.1941 года | Южный фронт        |            |        |         |         |            |
| 01.10.1941 года | Юго-Западный фронт | 38-я армия |        |         |         |            |
| 01.11.1941 года | Южный фронт        | 9-я армия  |        |         |         |            |
| 01.12.1941 года | Южный фронт        | 9-я армия  |        |         |         |            |
| 01.01.1942 года | Южный фронт        |            |        |         |         |            |

## Командиры

### Командиры бригады
- Кузьмин Григорий Иванович, полковник, с 09.11.1941 - генерал-майор, 27.08.1941 - 24.01.1942 года.[1]

### Начальники штаба бригады
- Левский Михаил Ильич, полковник, 01.09.1941 - 02.09.1941 года.[2]
- Товаченко Борис Петрович, капитан, 02.09.1941 - 24.01.1942 года.[3]

### Начальник политотдела, заместитель командира по политической части
- Елисеев Пётр Михайлович, полковой комиссар, 27.08.1941 - 24.01.1942 года.

## Боевой путь

### 1941

#### Бои под Кременчугом (09-15.10.1941 г.)
В ночь на 5 сентября на основании боевого распоряжения № 08 штаба 12-й армии от 4 сентября 132-я танковая бригада приступила к передислокации в район Полтавы. 132-я танковая бригада была подчинена командующему Юго-Западным фронтом для уничтожения противника, форсировавшего Днепр у Дериевки на участке 38-й армии.К моменту прибытия 132-й танковой бригады немецкая 17-я армия сосредоточила на дериевском плацдарме уже 6 пехотных дивизий (76-я, 97-я, 100-я, 101-я, 125-я и 239-я) и их силами продолжала планомерно расширять плацдарм во все стороны, тесня противостоявшие им малочисленные 47-ю танковую, 300-ю и 304-ю стрелковые дивизии и 5-й кавалерийский корпус 38-й армии.7 сентября бригада участвовала в контрнаступлении совместно с 199 стрелковой дивизией с целью восстановить положение войск утерянное при отходе 300-й и 304-й стрелковых дивизий.В целом контрнаступление 199-й стрелковой дивизии и 132-й танковой бригады полностью провалилось, нигде вклиниться надолго в немецкие позиции так и не удалось. В общей сложности, переброшенная в состав 38-й армии 132-я танковая бригада своими главными силами участвовала в боевых действиях ориентировочно 10 дней, из них 5 дней – в наступлении. За время боевых действий 132-я танковая бригада, согласно своему журналу боевых действий, из числа имеющихся 63 танков (8 КВ-1, 17 Т-34, 24 Т-26, 14 БТ) в результате боев потеряла 58 танков (8 КВ-1, 14 Т-34, 24 Т-26, 12 БТ-7): 22 танка (2 КВ-1, 4 Т-34, 11 Т-26, 5 БТ-7) – сгоревшими, 29 танков (4 КВ-1, 8 Т-34, 10 Т-26, 7 БТ-7) – подбитыми, 7 танков (2КВ-1, 2 Т-34, 3 Т-26) - сломавшимися.

#### Бои под Богодуховым (13-18.10.1941 г.)
С 13 по 18 октября в составе 38 Армии бригада участвовала в контрнаступлении под Богодуховым, в результате которого уничтожила свыше 700 немцев, 7 танков, 7 грузовиков, 9 орудий ПТО, свыше 14 пулеметов (свыше 8 станковых, 6 ручных);
захватила 9 пленных, 20 лошадей, 2 кухни, 3 мотоцикла, 2 велосипеда, 5 минометов, 6 пулеметов (5 станковых, 1 ручной), свыше 12 автоматов, 1 винтовку, 1 радиостанцию, 1 телефонный аппарат, 1 перископ,  1 фотоаппарат, 200 одеял.Сама же 132-я танковая бригада 12-18 октября, согласно отчету своего штаба, потеряла 8 танков (5 Т-34, 3 БТ) безвозвратно и 264 человека личного состава (105 – убитыми, 159 – ранеными).

#### Наступление на Ростов (17-23.11.1941 г.)
В ноябре 1941 года составе 9-й армии генерала Харитонова участвовала в Ростовской операции. Действуя во втрой полосе обороны совместно с 136 стрелковой дивизии вплоть до 9 ноября включительно успешно отражали атаки немецкой 1-й горнострелковой и словацкой 2-й моторизованной дивизий.Всего за время боевых действий с 18 по 23 ноября 132-я танковая бригада, поддерживая 96-ю стрелковую и 56-ю кавалерийскую дивизии 37-й армии, действуя против немецких 16-й танковой дивизии и моторизованной дивизии СС «Викинг», в ходе наступления продвинулась в южном направлении в общей сложности на 43 километра (от речки Нагольная у Марьевки до Тузлова у Большекрепинской).За успешные действия в начале ноября в боях против танковой группы Клейста 132-й танковой бригаде, в числе прочих, приказом Военного Совета Южного фронта была объявлена благодарность.